# HDF Explorer
HDF Explorer是读取HDF、HDF5和netCDF数据文件格式的数据可视化程序。它运行在Microsoft Windows操作系统上。HDF Explorer是由Space Research Software, LLC（页面存档备份，存于）开发的，它的总部设在伊利诺伊州厄巴纳-尚佩恩。